# Comité professionnel des galeries d’art
Le Comité professionnel des galeries d'art (CPGA), association, a pour mission de représenter les galeries d'art françaises, notamment auprès des pouvoirs publics.

## Rôle
Fondé en 1947 sous la forme d'une association loi de 1901, il assure un rôle syndical, de lobbying et également un rôle de conseil auprès des professionnels de l'art (assistance technique, fiscalité, douanes, réglementation sociale...). Son objectif est enfin de veiller à l'éthique professionnelle,.
Un des buts, pour les galéristes, est d'être représenté face aux diverses organisations et administrations étatiques françaises, pour adapter les dispositions juridico-fiscales à un contexte concurrentiel devenu international, et dans la mise au point d'une réglementation du marché de l'art. Cet organisme ne s'adresse pas aux antiquaires, contrairement à d'autres organisations regroupant marchands d'art et antiquaires. Un peu plus de 10 % des galeries d'art en sont membres, soit 56 membres en 1951 et 169 en 1974. Le recrutement est sélectif, par cooptation.

## Violences sexistes et sexuelles
À la suite d'un courriel anonyme mettant en cause l’ex-président et président d’honneur de la structure, le CPGA demande au cabinet Egaé une enquête sur d'éventuelles violences sexistes et sexuelles en son sein. Le rapport remis, évoque du harcèlement sexuel et moral, des discrimination sexistes à l’embauche, des violences et une agression sexuelle. Le conseil de direction du CPGA décide, en mars 2024, de ne pas donner de suite à ce document. En juillet 2024, il est annoncé la démission de six des quinze membres de ce conseil en indiquant un « désaccord sur les actions menées par le Comité en matière de lutte et de prévention des violences, harcèlements sexistes et sexuels ». En février 2025, Mediapart indique qu'à sa connaissance aucune des recommandations présentées dans le rapport n’a été appliquée .  

## Présidents
Il est présidé par Marion Papillon à partir de 2019, qui en était précédemment vice-présidente, elle démissionne en janvier 2025. Philippe Charpentier succède à Marion Papillon.
Prédécesseurs :
- 1947-1970 : Paul Martin
- 1970-1983 : Gildo Caputo
- 1983-1993 : Michel Dauberville
- 1993-2004 : Anne Lahumière
- 2004-2011 : Patrick Bongers
- 2011-2019 : Georges-Philippe Vallois
- 2019-2025 : Marion Papillon
- 2025-... : Philippe Charpentier

## Syndication
Le CPGA est représenté auprès des organismes suivants :
- commission professionnelle de la Sécurité Sociale des artistes auteurs
- Conseil d'administration de La Maison des artistes
- commission d'aide à la première exposition et au premier catalogue
- Conseil d'Orientation du Centre national des arts plastiques
- Observatoire du marché de l'art et du mouvement des biens culturels
- Conseil des ventes volontaires de meubles aux enchères publiques
- Comité de liaison du marché de l'art
- Commission consultative des trésors nationaux
- FEAGA (Fédération des associations européennes de galeries d'art)
- CIPAC (Fédération des professionnels de l'art contemporain)
- Centre national du commerce
- commission paritaire FORCO pour la formation professionnelle